# Лирим Шабани
Лирим Шабани (на албански: Lirim Shabani; на македонска литературна норма: Лирим Шабани) е политик от Северна Македония от албански произход от Демократичният съюз за интеграция.

## Биография
Роден е на 11 март 1981 година. Завършва Природно-математическият факултет на Тетовския университет. По-късно учи Здравен мениджмънт и фармакоикономика в Скопския университет. Известно време работи в аптека в Куманово. След това става служител на министерството на здравеопазването. По-късно става съветник в правителството на Република Македония.